# Schoonspringen op de Olympische Zomerspelen 1992
Schoonspringen is een van de sporten die beoefend werden tijdens de Olympische Zomerspelen 1992 in Barcelona. 
Een van de deelnemende teams was het "Gezamenlijk team", bestaande uit sporters van voormalige Sovjet-republieken met uitzondering van de Baltische staten. Het team, dat was ontstaan door het uiteenvallen van de Sovjet-Unie in 1991, werd informeel het Gemenebest van Onafhankelijke Staten (GOS) genoemd. Het team droeg de naam "Equipe Unifiée", had de IOC-code "EUN" en voerde de olympische vlag. 

## Heren

### 3 m plank
| rang   | sporter          | land | punten |
| ------ | ---------------- | ---- | ------ |
| Goud   | Mark Lenzi       | USA  | 676.53 |
| Zilver | Tan Liangde      | CHN  | 645.57 |
| Brons  | Dmitri Saoetin   | EUN  | 627.78 |
| 4      | Michael Murphy   | AUS  | 611.97 |
| 5      | Kent Ferguson    | USA  | 609.12 |
| 6      | Jorge Mondragón  | MEX  | 604.14 |
| 7      | Edwin Jongejans  | NED  | 581.40 |
| 8      | Valeri Statsenko | EUN  | 577.92 |

### 10 m torenspringen
| rang   | sporter        | land | punten |
| ------ | -------------- | ---- | ------ |
| Goud   | Sun Shuwei     | CHN  | 677.31 |
| Zilver | Scott Donie    | USA  | 633.63 |
| Brons  | Xiong Ni       | CHN  | 600.15 |
| 4      | Jan Hempel     | GER  | 574.17 |
| 5      | Robert Morgan  | GBR  | 568.59 |
| 6      | Dmitri Saoetin | EUN  | 565.95 |
| 7      | Michael Kühne  | GER  | 558.54 |
| 8      | Keita Kaneto   | JPN  | 529.14 |

## Dames

### 3 m plank
| rang   | sporter            | land | punten |
| ------ | ------------------ | ---- | ------ |
| Goud   | Gao Min            | CHN  | 572.40 |
| Zilver | Irina Lasjko       | EUN  | 514.14 |
| Brons  | Brita Baldus       | GER  | 503.07 |
| 4      | Heidemarie Bártová | TCH  | 491.49 |
| 5      | Julie Ovenhouse    | USA  | 477.84 |
| 6      | Vera Iljina        | EUN  | 470.67 |
| 7      | Simona Koch        | GER  | 468.96 |
| 8      | Mary Depiero       | CAN  | 449.49 |

### 10 m torenspringen
| rang   | sporter          | land | punten |
| ------ | ---------------- | ---- | ------ |
| Goud   | Fu Mingxia       | CHN  | 461.43 |
| Zilver | Jelena Mirosjina | EUN  | 411.63 |
| Brons  | Mary Ellen Clark | USA  | 401.91 |
| 4      | Zhou Jihong      | CHN  | 400.56 |
| 5      | Inga Afonina     | EUN  | 398.43 |
| 6      | María Alcalá     | MEX  | 394.35 |
| 7      | Ellen Owen       | USA  | 392.10 |
| 8      | Verónica Ribot   | ARG  | 384.03 |

## Medaillespiegel
| rang   | land             | goud | zilver | brons | totaal |
| ------ | ---------------- | ---- | ------ | ----- | ------ |
| 1      | China            | 3    | 1      | 1     | 5      |
| 2      | Verenigde Staten | 1    | 1      | 1     | 3      |
| 3      | Gezamenlijk team | 0    | 2      | 1     | 3      |
| 4      | Duitsland        | 0    | 0      | 1     | 1      |
| totaal | totaal           | 4    | 4      | 4     | 12     |